# Sipsey (Alabama)
Pour les articles homonymes, voir Sipsey.
Sipsey est une municipalité américaine située dans le comté de Walker en Alabama.
Selon le recensement de 2010, sa population est de 437 habitants. La municipalité s'étend sur 0,48 milles carrés (1,24 km2).
La ville minière de Spisey est fondée dans les années 1910 et devient une municipalité en 1965. Elle doit son nom au cours d'eau Sipsey Fork of the Black Warrior River (en).

## Démographie
| 1970 | 1980 | 1990 | 2000 | 2010 | - |
| ---- | ---- | ---- | ---- | ---- | - |
| 608  | 678  | 568  | 552  | 437  | - |